# Víctor Fernández (baloncestista)
Víctor Fernández (San Nicolás de los Arroyos, Buenos Aires, 16 de septiembre de 1999) es un baloncestista profesional argentino que se desempeña en la posición de base en San Martín de Corrientes de la Liga Nacional de Básquet de Argentina.
En 2019 fue reconocido como el Jugador Revelación de la Liga Nacional de Básquet de ese año y en 2023 como el Mejor Sexto Hombre de la temporada.

## Trayectoria

### Clubes
| Club                     | País      | Año             |
| ------------------------ | --------- | --------------- |
| Quilmes de Mar del Plata | Argentina | 2018 - 2019     |
| La Unión de Formosa      | Argentina | 2019 - 2020     |
| Belgrano de San Nicolás  | Argentina | 2021            |
| Hispano Americano        | Argentina | 2021 - 2022     |
| Platense                 | Argentina | 2022 - 2023     |
| Riachuelo                | Argentina | 2023 - 2024     |
| Peñarol de Mar del Plata | Argentina | 2024            |
| Llaneros de Guárico      | Venezuela | 2024            |
| Peñarol de Mar del Plata | Argentina | 2024 - 2025     |
| San Martín de Corrientes | Argentina | 2025 - Presente |